# Two Medicine Formation
De Two Medicine Formation is een geologische formatie, of rotslichaam, in het noordwesten van Montana en het zuiden van Alberta die werd afgezet tussen 83,5 ± 0,7 miljoen jaar en 70,6 ± 3,4 miljoen jaar geleden, tijdens het Campanien (Laat-Krijt). Zij komt aan het oppervlak ten oosten van de Rocky Mountain Overthrust Belt, en het westelijke deel (ongeveer zeshonderd meter dik) van deze formatie is geplooid en beschadigd, terwijl het oostelijke deel, dat uitmondt in de Sweetgrass Arch, grotendeels onvervormd vlak is. Onder de formatie bevinden zich afzettingen uit de strand- en getijdenzone van de Virgelle-zandsteen, en daarboven bevindt zich de mariene Bearpaw Shale. Gedurende het hele Campanien werd de Two Medicine Formation afgezet tussen de westelijke kustlijn van de uit het Laat-Krijt daterende Interior Seaway en de oostwaarts oprukkende rand van de Cordilleran Overthrust Belt. De Two Medicine Formation bestaat voornamelijk uit zandsteen, afgezet door rivieren en delta's.

## Geschiedenis van onderzoek
In 1913 werkten een team van de Amerikaanse Geological Survey onder leiding van Eugene Stebinger en een team van het Amerikaanse National Museum onder leiding van Charles Gilmore samen om de eerste dinosauriër van de formatie op te graven. Stebinger was de eerste die de Two Medicine Formation identificeerde en beschreef formeel de eerste fossielen in een wetenschappelijk artikel dat in 1914 werd gepubliceerd. Gilmore keerde terug naar de formatie in 1928 en 1935. Gedurende deze periode werden slechts drie soorten benoemd en van deze worden alleen Styracosaurus ovatus en Edmontonia rugosidens nog steeds als geldig beschouwd. Barnum Brown onderzocht de formatie in 1933, maar vond niets significants. Hun beider onderzoek werd onderbroken door de Tweede Wereldoorlog. In 1977 meldt Trexler dat hij overblijfselen van hadrosauriërs had gevonden ten westen van Choteau, Montana. In het daaropvolgende jaar werden baby-hadrosauriërs ontdekt. In 1979 wezen Jack Horner en Bob Makela deze hadrosauriërbotten aan Maiasaura peeblesorum toe. De aankondiging wekte hernieuwde wetenschappelijke belangstelling voor de formatie en er werden veel nieuwe soorten dinosauriërs ontdekt. Later werden meer broedplaatsen ontdekt, waaronder de Devil's Coulee-vindplaats die Hypacrosaurus stebingeri opleverde in het zuiden van Alberta in 1987.

## Geologie
De losjes geconsolideerde fijnkorrelige sedimenten waaruit de formatie bestaat, zorgen voor een snelle plantengroei in badlandgebieden, waardoor het aantal blootgestelde ontsluitingen wordt beperkt. Paleosolen, rivierafzettingen en bentonitische lagen komen veel voor in de Two Medicine Formation.

### Leeftijd
De Two Medicine Formation strekt zich uit van 80 tot 74 miljoen jaar, bijna de gehele lengte van het Campanien. De formatie is gedateerd met behulp van 40Ar / 39Ar-datering op vulkanische aslagen die zich tien meter onder de top en honderdvijf meter boven de basis bevinden. De afzetting van de formatie kan diachroon zijn. The Lower Two Medicine dateert uit het Laat-Santonien tot het Vroeg-Campanien. The Upper Two Medicine Formation dateert uit het Midden tot Laat-Campanien.

### Equivalenten
Er zijn verschillende equivalenten van de Two Medicine Formation, zoals bij veel geologische formaties (waarvan de meeste zijn vernoemd naar hun typeplaats). De Sweetgrass Arch in Montana scheidt de Two Medicine Formation van de Judith River Formation, Bearpaw Shale, Claggett Shale en Eagle Sandstone. Aan de overkant van de grens tussen Canada en de Verenigde Staten correleert de Two Medicine Formation met de Belly River Group in het zuidwesten van Alberta en de Pakowki Formation in oostelijke richting.

### Stratigrafie
De Two Medicine Formation ligt boven de Virgelle-zandsteen, die is gevormd uit het strandzand dat is blootgesteld aan de noordelijke en westelijke oevers van de terugtrekkende Colorado-zee. Een transgressie van de Krijt-binnenzeeweg zorgde ervoor dat het gebied kortstondig onder water kwam te staan in het begin van de geschiedenis van de Two Medicine Formation, waardoor abnormale paralische sedimenten en geïsoleerde schalielichamen ongeveer honderd meter boven de basis van de formatie achterbleven. Het middelste gedeelte van de Two Medicine Formation is ongeveer 225 meter dik, afgezet terwijl de Clagettezee zich terugtrok en de Bearpawzee steeg. Dit gedeelte is stratigrafisch gelijk aan de Judith River Formation en Judith River Group. De sedimenten zijn voornamelijk bentonitische siltsteen en moddersteen met af en toe zandsteenlenzen. Men denkt dat deze sedimenten de overblijfselen zijn van een kustvlakte die ver verwijderd was van de binnenzee. Het bovenste gedeelte is ongeveer de helft van de formatie. De sedimenten zijn vergelijkbaar met de middelste delen, maar onderbroken door uitgestrekte rode bedden en caliche horizonten. De bovenste tachtig meter werden afgezet na de overstroming van de Judith River-equivalente sedimenten door de Bearpawzee. Men denkt dat ze in slechts een half miljoen jaar zijn afgezet. Bentonitische as komt veel voor in de Two Medicine Formation. In het zuiden vond extrusieve vulkanische activiteit plaats in verband met de Boulder Batholiet, gezamenlijk de Elkhorn-vulkanen genoemd.

### Tafonomie
De meeste fossielen van gewervelde dieren worden bewaard door CaCo3-permineralisatie. Dit type conservering behoudt een hoog detailniveau, zelfs tot op microscopisch niveau. Het maakt exemplaren echter ook kwetsbaar voor verwering wanneer ze aan het oppervlak worden blootgesteld.

## Paleo-omgeving

### Klimaat
De Two Medicine Formation werd afgezet in een seizoensgebonden, semi-droog klimaat met mogelijke regenschaduwen van de hooglanden van de Cordilleras. Deze regio kende tijdens het Campanien een lang droog seizoen en warme temperaturen. Lithologieën, ongewervelde fauna's en gegevens over planten en pollen ondersteunen de bovenstaande interpretatie. De uitgestrekte rode bedden en caliche horizonten van de bovenste Two Medicine Formation zijn het bewijs van ten minste seizoensgebonden droge omstandigheden. Van sommige dinosauriërs uit de formatie wordt gespeculeerd dat ze tekenen hebben vertoond van een aan droogte gerelateerde dood.

### Verhoging
Er bestond een meer hooggelegen omgeving in het zuiden van de Two Medicine Formation. Beken stroomden in noordoostelijke richting weg van deze zuidwestelijke hooglanden. Het zuidelijke deel van de Two Medicine Formation gaat over in brakwater siltstone / zandsteen-serie genaamd de Horsethief Formation. De sedimenten van de Horsethief vertegenwoordigen ondiepere waterafzettingen dan de Bearpaw Shale en voegen verder bewijs toe van hoger gelegen gebieden in het zuiden.

## Egg Mountain-vindplaats
Egg Mountain, in de buurt van Choteau, Montana, werd in 1977 ontdekt door Marion Brandvold, eigenaar van de Trex Agate Rock Shop in Bynum, Montana, die op deze plek de botten van jonge dinosauriërs ontdekte. Het is een kolonievormende broedplaats op de Willow Creek Anticline in de Two Medicine Formation die beroemd is om zijn fossiele eieren van Maiasaura, die voor het eerst aantoonden dat ten minste sommige dinosauriërs voor hun jongen zorgden. De eieren werden gerangschikt in uitgegraven aarden nesten, elk nest ongeveer de lichaamslengte van een ouder van het volgende verwijderd, en er werden ook babydinosauriërs gevonden met skeletten die te kraakbeenachtig waren om te lopen - vergelijkbaar met die van altriciale (hulpeloze) babyvogels. De ouder(s) moeten dan voedsel naar de jongen hebben gebracht, en er is plantaardig materiaal in de nesten dat hiervan het bewijs kan zijn of voor het uitbroeden van de eieren. Maiasaura groeide ook extreem snel, met snelheden die vergelijkbaar zijn met die van moderne vogels. Skeletten van Orodromeus en skeletten en eieren van Troodon werden ook gevonden op Egg Mountain.

## Biostratigrafie
De meeste dinosauriër-dragende rotsformaties bevatten geen meerdere verschillende fauna's op verschillende posities binnen de stratigrafische kolom van de formatie. Gewoonlijk zullen de onderste sedimenten van een bepaalde formatie dezelfde soorten dinosauriërs bevatten als de bovenste sedimenten, of verandert de soortensamenstelling slechts geleidelijk. Sommige onderzoekers hadden echter betoogd dat de Two Medicine Formation een uitzondering was, met behoud van meerdere verschillende dinosauriërfauna's.
Later onderzoek wees uit dat de zogenaamd verschillende dinosauriërfauna's op verschillende niveaus van de formaties meer op elkaar leken dan eerder werd gedacht. Hoewel de dinosauriërfauna van de onderste en middelste secties van de Two Medicine Formation blijkbaar divers was, was de kwaliteit van de bewaring laag en kunnen weinig van deze overblijfselen worden verwezen naar individuele soorten. De middelste Two Medicine Formation is een betere bron van fossielen, maar over het algemeen nog steeds slecht. Dit maakt het moeilijk te beweren dat deze delen van de formatie verschillende fauna's bewaren.
Het bovenste gedeelte van de formatie is diverser en bevat fossielen van betere kwaliteit. Veel van de taxa die het zogenaamd onderscheidden als een aparte fauna, zijn sindsdien echter gevonden in oudere sedimenten. In het bijzonder is gevonden dat Gryposaurus latidens en Hypacrosaurus naast Maiasaura bestaan. Verder zijn er fossiele tanden die lijken aan te tonen dat de aanwezigheid van bepaalde taxa ononderbroken is door de hele formatie heen.
Desalniettemin lijken er echte veranderingen in de samenstelling van de fauna op te treden in de bovenste Two Medicine Formation. Het verschijnen van Maiasaura in de formatie gaat vooraf aan de komst van een grote verscheidenheid aan andere ornithischiërs. Volgens David Trexler geeft grondig onderzoek van lagen gevonden langs de Two Medicine River (die de hele bovenste helft van de Two Medicine Formation blootlegt) aan dat de schijnbare diversificatie een echte gebeurtenis was in plaats van een resultaat van selectieve bewaring.

De onderstaande tijdlijn volgt de stratigrafische grafiek gepresenteerd door Horner et alii 2001.

## Dinosauriërs
Van sommige dinosauriërs uit de formatie wordt gespeculeerd dat ze tekenen van een door droogte veroorzaakte dood vertonen. Er zijn maar heel weinig in verband liggende dinosauriërs gevonden in de formatie; de meeste exemplaren liggen gefragmenteerd in het beenderbed met slecht geconserveerde of gebroken overblijfselen. Vroege studies gingen ervan uit dat de Two Medicine Formation dezelfde dinosauriërs zou hebben als de Judith River Formation. Pas in 1978 werd ontdekt dat de formatie endemische dinosauriërs had. Zelfs sommige geslachten die als wijdverbreide roofdieren worden beschouwd, vertoonden een soortverschil tussen de Two Medicine Formation en andere formaties. Er zijn geen ecologische barrières geopperd, afgezien van verschillen in de habitatvoorkeur in het hoogland / laagland tussen de Two Medicine Formation en Judith River Formation. Er is geen ondubbelzinnig bewijs voor vermenging tussen de natuur van de Two Medicine Formation en geografisch aangrenzende hedendaagse formaties. Dinosauriërresten komen vaker voor in het bovenste deel van de Two Medicine Formation.

### Ankylosauriërs
| Ankylosauriërs van de Two Medicine Formation | Ankylosauriërs van de Two Medicine Formation | Ankylosauriërs van de Two Medicine Formation | Ankylosauriërs van de Two Medicine Formation | Ankylosauriërs van de Two Medicine Formation | Ankylosauriërs van de Two Medicine Formation | Ankylosauriërs van de Two Medicine Formation |
| Geslacht                                     | Soort                                        | Locatie                                      | Stratigrafische positie                      | Materiaal | Opmerking | Afbeeldingen                                 |
| -------------------------------------------- | -------------------------------------------- | -------------------------------------------- | -------------------------------------------- | --- | --- | -------------------------------------------- |
| Edmontonia                                   | E. rugosidens                                | - Landslide Butte - Two Medicine River       | Boven                                        | Een schedel met rechteronderkaak, halswervels, ruggenwervels, sacrale wervels, staartwervels, ribben, gedeeltelijk rechterdarmbeen, linker- en rechterzitbeenderen, rechterschaambeen en osteodermen.                                              | Een nodosauride ook bekend van de Horseshoe Canyon Formation en Dinosaur Park Formation.                                                                                                 |                                              |
| Euoplocephalus                               | E. tutus                                     |                                              | Boven                                        | | Verkeerd geclassificeerd, resten vertegenwoordigen eigenlijk Scolosaurus. |                                              |
| Euoplocephalus                               | Indeterminate                                | - Landslide Butte - Two Medicine River       | Boven                                        | | Verkeerd geclassificeerd, waarschijnlijk Scolosaurus. |                                              |
| Oohkotokia                                   | O. horneri                                   |                                              | Boven                                        | Vier schedels, halswervel, voorste staartwervel, ribben, gedeeltelijk schouderblad, distale opperarmbeen, een linkerscapulocoracoïde, zitbeenderen, twee staartknotsen, cervicale halfring, osteodermen, fragmenten en een onbeschreven exemplaar. | Penkalski (2013) wees aan Oohkotokia alle ankylosaurine-exemplaren uit deze formatie toe. Arbor en Currie (2013) verwezen Oohkotokia later naar Scolosaurus.                             |                                              |
| Scolosaurus                                  | S. cutleri                                   |                                              | Boven                                        | Vier schedels, halswervel, voorste staartwervel, ribben, gedeeltelijk schouderblad, distale opperarmbeen, een linkerscapulocoracoïde, zitbeenderen, twee staartknotsen, cervicale halfring, osteodermen, fragmenten en een onbeschreven exemplaar. | Een ankylosaurine ankylosauride. Deze overblijfselen werden eerder beschouwd als Euoplocephalus en werd vervolgens aan Oohkotokia toegewezen voordat ze in Scolosaurus werden geplaatst. |                                              |

### Avialen
| Avialen van de Two Medicine Formation | Avialen van de Two Medicine Formation | Avialen van de Two Medicine Formation | Avialen van de Two Medicine Formation | Avialen van de Two Medicine Formation | Avialen van de Two Medicine Formation | Avialen van de Two Medicine Formation |
| Geslacht                              | Soort                                 | Locatie                               | Stratigrafische positie               | Materiaal                             | Opmerking                             | Afbeeldingen                          |
| ------------------------------------- | ------------------------------------- | ------------------------------------- | ------------------------------------- | ------------------------------------- | ------------------------------------- | ------------------------------------- |
| Gettyia                               | G. gloriae                            |                                       | Boven                                 | Tarsometatarsus                       | Een avisauride enantiorniet           |                                       |

### Ceratopiden
| Ceratopiden van de Two Medicine Formation | Ceratopiden van de Two Medicine Formation | Ceratopiden van de Two Medicine Formation | Ceratopiden van de Two Medicine Formation | Ceratopiden van de Two Medicine Formation                                           | Ceratopiden van de Two Medicine Formation                                    | Ceratopiden van de Two Medicine Formation |
| Geslacht                                  | Soort                                     | Locatie                                   | Stratigrafische positie                   | Materiaal                                                                           | Opmerking                                                                    | Afbeeldingen                              |
| ----------------------------------------- | ----------------------------------------- | ----------------------------------------- | ----------------------------------------- | ----------------------------------------------------------------------------------- | ---------------------------------------------------------------------------- | ----------------------------------------- |
| Achelousaurus                             | A. horneri                                | Landslide Butte                           | Boven                                     | Drie gedeeltelijke schedels, één gedeeltelijk skelet.                               | Een centrosaurine ceratopide                                                 |                                           |
| Brachyceratops                            | B. montanensis                            |                                           | Boven                                     | Zes gedeeltelijke schedels, skeletten, subadult.                                    | Een centrosaurine ceratopide. Zou een juveniel kunnen zijn van Styracosaurus |                                           |
| Cerasinops                                | C. hodgskissi                             |                                           | Onder                                     |                                                                                     | Een leptoceratopide                                                          |                                           |
| Einiosaurus                               | E. procurvicornis                         | Landslide Butte                           | Boven                                     | Drie volwassen schedels, juveniele en subadulte craniale en postcraniale elementen. | Een centrosaurine ceratopide                                                 |                                           |
| Prenoceratops                             | P. pieganensis                            |                                           | Boven                                     |                                                                                     | Een leptoceratopide                                                          |                                           |
| Stellasaurus                              | S. ancellae                               | Landslide Butte                           | Boven                                     | Neushoorn en fragmentarische achterste schildkraag.                                 | Een centrosaurine ceratopide                                                 |                                           |
| Styracosaurus                             | S. ovatus                                 |                                           |                                           | Fragmentarische pariëtale kraag.                                                    | Een centrosaurine ceratopide                                                 |                                           |

### Niet-aviale eumaniraptora
| Niet-aviale eumaniraptora van de Two Medicine Formation | Niet-aviale eumaniraptora van de Two Medicine Formation | Niet-aviale eumaniraptora van de Two Medicine Formation  | Niet-aviale eumaniraptora van de Two Medicine Formation | Niet-aviale eumaniraptora van de Two Medicine Formation                                                                                               | Niet-aviale eumaniraptora van de Two Medicine Formation                                                             | Niet-aviale eumaniraptora van de Two Medicine Formation |
| Geslacht                                                | Soort                                                   | Locatie                                                  | Stratigrafische positie                                 | Materiaal | Opmerking | Afbeeldingen                                            |
| ------------------------------------------------------- | ------------------------------------------------------- | -------------------------------------------------------- | ------------------------------------------------------- | --- | --- | ------------------------------------------------------- |
| Bambiraptor                                             | B. feinbergorum                                         |                                                          | Boven                                                   | Bijna complete schedel en postcrania, type-exemplaar AMNH FR 30556                                                                                    | Een saurornitholestine dromaeosauriër                                                                               |                                                         |
| Dromaeosaurus                                           | Indeterminata                                           |                                                          | Onder                                                   | | |                                                         |
| Richardoestesia                                         | Indeterminata                                           |                                                          | Boven                                                   | Tanden | |                                                         |
| Saurornitholestes                                       | Indeterminata                                           | - "Choteau/Bynum" - Landslide Butte - Two Medicine River | - Boven - Midden - Onder                                | Gedeeltelijk skelet, losse voetelementen | Een saurornitholestine dromaeosauriër                                                                               |                                                         |
| Troodontidae                                            | Indeterminata                                           |                                                          | Boven                                                   | Gedeeltelijke schedels, verschillende wervels, ribben, gastralia, chevrons, een heiligbeen, gedeeltelijk bekken en gedeeltelijke voor- en achterpoten | Is vermoedelijk toewijsbaar aan Stenonychosaurus. Voorheen Troodon genoemd wat nu een mogelijk dubieus geslacht is. |                                                         |

### Euornithopoden
Een niet-geïdentificeerde lambeosaurine is verzameld uit dezelfde stratigrafische plaatsing, ten westen van Bynum, en wordt voorbereid in The Montana Dinosaur Center.
| Eusrnithopoden en parksosauriden van de Two Medicine Formation | Eusrnithopoden en parksosauriden van de Two Medicine Formation | Eusrnithopoden en parksosauriden van de Two Medicine Formation | Eusrnithopoden en parksosauriden van de Two Medicine Formation | Eusrnithopoden en parksosauriden van de Two Medicine Formation | Eusrnithopoden en parksosauriden van de Two Medicine Formation | Eusrnithopoden en parksosauriden van de Two Medicine Formation |
| Geslacht                                                       | Soort                                                          | Locatie                                                        | Stratigrafische positie                                        | Materiaal | Opmerking | Afbeeldingen                                                   |
| -------------------------------------------------------------- | -------------------------------------------------------------- | -------------------------------------------------------------- | -------------------------------------------------------------- | --- | --- | -------------------------------------------------------------- |
| Acristavus                                                     | A. gagslarsoni                                                 |                                                                | Onder                                                          | | Een saurolophine hadrosauriër |                                                                |
| Glishades                                                      | G. ericksoni                                                   |                                                                |                                                                | | Een hadrosauroïde of een onbepaalde juveniele saurolophine hadrosauriër. |                                                                |
| Gryposaurus                                                    | G. latidens                                                    | Two Medicine River                                             | - Midden - Onder                                               | Verschillende gedeeltelijke schedels en postcraniale skeletten. Ook bekend van losse tanden die mogelijk herwerkte fossielen zijn, hoewel deze verklaring onwaarschijnlijk is. | Een saurolophine hadrosauriër. De losse tanden van G. latidens zijn een zeldzaam onderdeel van beddingafzettingen in het middelste gedeelte van de formatie.                                                                       |                                                                |
| Gryposaurus                                                    | Indeterminata                                                  |                                                                | Boven                                                          | | |                                                                |
| Hypacrosaurus                                                  | H. stebingeri                                                  | - Landslide Butte - Two Medicine River                         | Boven                                                          | | Een zeer overvloedige soort lambeosaurine hadrosauriër. |                                                                |
| Hypacrosaurus                                                  | Indeterminata                                                  | Choteau/Bynum                                                  | Boven                                                          | | |                                                                |
| Maiasaura                                                      | M. peeblesorum                                                 | - Choteau/Bynum - Two Medicine River                           | Boven                                                          | Meer dan tweehonderd exemplaren, waaronder in verband liggende schedels en postcrania, van embryo's tot volwassenen.                                                           | Een saurolophine hadrosauriër. Maiasaura-overblijfselen uit Choteau worden gevonden in hogere lagen dan hun tegenhangers in de Two Medicine River. Het is de meest voorkomende dinosauriër gevonden in de vindplaats Egg Mountain. |                                                                |
| Orodromeus                                                     | O. makelai                                                     | Choteau/Bynum                                                  | Boven                                                          | | Een orodromine thescelosauriër die de meest voorkomende kleine herbivoor was in het Egg Mountain-gebied. |                                                                |
| Prosaurolophus                                                 | P. maximus                                                     | - Landslide Butte - Two Medicine River                         | Boven                                                          | Niet verband liggende maar geassocieerde schedel en postcrania die betrekking hebben op ten minste vier individuen.                                                            | Een saurolophine hadrosauriër. Prosaurolophus blackfeetensis, opgericht voor Two Medicine Formation fossielen, is een synoniem van P. maximus.                                                                                     |                                                                |

### Oviraptorosauriërs
De eerste vondst van een oviraptorosauriër in Montana was een gewrichtsgebied van de onderkaak van Caenagnathus sternbergi, van de Two Medicine Formation, volgens een artikel uit 2001 van David J. Varrichio. Deze soort was voorheen alleen bekend uit de Canadese provincie Alberta. Varrichio merkt op dat Alberta en Montana tijdens het Laat-Campanien zeer vergelijkbare theropoden hadden, ondanks significante verschillen in de soorten herbivore dinosauriërfauna's.
| Oviraptorosauriërs van de Two Medicine Formation | Oviraptorosauriërs van de Two Medicine Formation | Oviraptorosauriërs van de Two Medicine Formation | Oviraptorosauriërs van de Two Medicine Formation | Oviraptorosauriërs van de Two Medicine Formation                               | Oviraptorosauriërs van de Two Medicine Formation                                   | Oviraptorosauriërs van de Two Medicine Formation |
| Geslacht                                         | Soort                                            | Locatie                                          | Stratigrafische positie                          | Materiaal                                                                      | Opmerking                                                                          | Afbeeldingen                                     |
| ------------------------------------------------ | ------------------------------------------------ | ------------------------------------------------ | ------------------------------------------------ | ------------------------------------------------------------------------------ | ---------------------------------------------------------------------------------- | ------------------------------------------------ |
| Chirostenotes                                    | C. pergracilis                                   |                                                  |                                                  | Bekend uit het gewrichtsgebied van een onderkaak, gecatalogiseerd als MOR 1107 | Was eerder toegewezen aan Caenagnathus sternbergi (een synoniem van Chirostenotes) |                                                  |

### Tyrannosauroïden
| Tyrannosauroïden van de Two Medicine Formation | Tyrannosauroïden van de Two Medicine Formation | Tyrannosauroïden van de Two Medicine Formation | Tyrannosauroïden van de Two Medicine Formation | Tyrannosauroïden van de Two Medicine Formation | Tyrannosauroïden van de Two Medicine Formation                                  | Tyrannosauroïden van de Two Medicine Formation |
| Geslacht                                       | Soort                                          | Locatie                                        | Stratigrafische positie                        | Materiaal                                      | Opmerking                                                                       | Afbeeldingen                                   |
| ---------------------------------------------- | ---------------------------------------------- | ---------------------------------------------- | ---------------------------------------------- | ---------------------------------------------- | ------------------------------------------------------------------------------- | ---------------------------------------------- |
| Daspletosaurus                                 | D. horneri                                     |                                                | Boven                                          | Beenderbed                                     |                                                                                 |                                                |
| Daspletosaurus                                 | Naamloze soorten                               |                                                | Boven                                          | Beenderbed                                     | Nauwer verwant aan D. torosus dan de soort D. horneri uit Oldman/Dinosaur Park. |                                                |
| Gorgosaurus                                    | G. libratus?                                   | Choteau/Bynum                                  | Boven                                          |                                                |                                                                                 |                                                |

## Andere delen van de fauna
Er zijn veel andere fossiele dieren gevonden, zoals zoetwatertweekleppigen, buikpotigen, schildpadden, hagedissen zoals Magnuviator en champsosauriërs. Het multituberculeuze zoogdier Cimexomys is gevonden op Egg Mountain. De soort Piksi barbarulna werd beschreven op basis van voorpootbeenderen uit de Two Medicine Formation; aanvankelijk werd gedacht dat het een vogel was, maar later werd het geherinterpreteerd als een pterosauriër, waarschijnlijk een lid van Ornithocheiroidea. Azhdarchoïde pterosauriërs zijn ook bekend uit de Two Medicine Formation, waaronder een zeer grote, nog naamloze azhdarchoïde, waarvan de geschatte spanwijdte acht meter was, en de kleinere Montanazhdarcho minor, een niet-azhdarchide azhdarchoïde. Er zijn ook holen van insecten en zoogdieren ontdekt, evenals coprolieten van dinosauriërs.